# MVP情人
《MVP情人》（英語：My MVP Valentine）。2002年三立華人電視劇週日十點檔系列的第二部作品，全劇共18集，接檔《薰衣草》。製作團隊為2001年三立電視偶像劇《薰衣草》的原班人馬。由孫協志、張韶涵和顏行書領銜主演，是台灣第一部以籃球為主題的偶像劇。值得一提的是，顏行書除了在劇中為籃球員，現實中也是臺灣籃球國手。並由於此劇的故事發展主要圍繞籃球比賽，在播放期間更捲起了當時台灣的籃球熱。2002年7月21日起於華視首播，三立都會台也於2002年7月27日起首播。為「一段愛與OX的故事」的第二部

## 劇情概要
臣風駕重型機車趕往全國高中籃球聯賽的途中，不小心撞倒了對手Iceman的妹妹Angel，令她下半身癱瘓。雖然臣風在這次比賽中成為MVP，卻感到很內咎，因為是他令Iceman不能完成比賽（當聽到Angel意外的消息，Iceman中途離場趕去醫院）。臣風為了彌補這個過失，決定放棄籃球，放棄保送國外球隊的資格，和女朋友小希，全心全意去照顧Angel......
最後臣風在兩年後與小希在太子的看板上重逢後破鏡重圓。

## 演員表
| 演員   | 角色            | 關係／暱稱 | 香港配音員 |
| 顏行書 | 段臣風 (流川楓) | 先天资质优良加上后天努力的优质球员，是防守、助攻、中投、三分、篮板的全能型球员。他是启穗中学二年级学生，个性冷淡，不苟言笑，在感情上做得多说得少。喜欢安静孤独，却能包容小希的活泼热情。在赶往全国联赛的路上，骑车撞伤ANGEL，造成ANGEL下半身短暂瘫痪，臣风承诺ANGEL要照顾她到底，因而不得不与青梅竹马的小希分手，其实他内心极为不捨及悔恨，後與小希複合。 | 黃啟昌     |
| 孫協志 | 劉驊 (太子)     | 启穗中学二年级学生，球龄0天的菜鸟。看似篮球白痴，其实蕴藏无穷潜力。他是大企业主的儿子，得以运用本身的家世背景，来帮助球队运作。性格乐天、阳光，对仗义执言的小希一见钟情。为追求小希，甘愿吃苦，甚至转学，加入篮球队，在所不惜，其实他已经有一个门当户对的未婚妻芭比。                                                                                     | 鄧肇基     |
| 張韶涵 | 田羽希 (小希)   | 启穗中学二年级学生，是篮球队的向心力来源，精研篮球战术，却不会打篮球。与臣风青梅竹马，看见臣风因车祸消沉、不再打篮球，而筹组篮球队，希望臣风再回到球场上一展雄风，却遇到了死缠烂打的太子，渐渐被太子的热情所感动，但臣风始终是她心中的一棵大树，後來與臣風複合。                                                                                          | 何璐怡     |
| 王仁甫 | 康勇 (殺手)     | 啟穗高中籃球員 | 李致林     |
| 許孟哲 | 夏智源 (DJ)     | 啟穗高中籃球員 暗戀芭比 | 梁偉德     |
| 高天麟 | 高興            | 有着非常优秀的篮球技术，是初中时的MVP球员，但因为一次比赛的重伤而自暴自弃。此后与不良少年有过一段时间的接触，进入启穗高中后开始重拾对篮球的热情，外表看起来很酷，但却是铁汉柔情。 | 黃榮璋     |
| 王少偉 | 紹偉            | 雲上高中籃球員 | 雷霆       |
| 陳宇凡 | 明安 (ICE MAN)  | 明涓的哥哥，云上中学二年级学生，个性冷静，判断力一流，是云上中学篮球队队长。全国联赛时，因妹妹ANGEL被臣风撞伤，下半场离开，使得校队失去冠军宝座，自己也失去保送国外球队的资格。双重打击下，与臣风结下不解之仇，是推动臣风重回球场的阻力，他始终不肯原谅臣风。                                                                                             | 黎景全     |
| 林立雯 | 明涓 (ANGEL)    | 明安之妹，被臣风撞伤，导致暂时性下半身瘫痪，臣风为了筹措其医药费，不得不放弃学业四处打工。不知不觉她爱上了臣风，为了把臣风永远留在身边，可以不顾自己的性命，是臣风心中永远的痛。但是最后决定放手，成全臣风 。 | 林雅婷     |
| 陳喬恩 | 方亦雪 (芭比)   | 太子之前未婚妻 喜歡高興 | 鄭麗麗     |
| 彭康育 | 小刀            | 雲上高中、啟穗高中籃球員 太子之友 | 鄺樹培     |
| 李興文 | 董奇深          | 雲上高中、啟穗高中籃球教練 |            |
| 陳若萍 | 董妻            | 董奇深之妻 |            |
| 柯叔元 | Johnson教練     | 雲上籃球教練 |            |
| 薛紀綱 | 記者            | 第四集在醫院遇到段臣風想挖掘出他跟ICEMAN妹妹發生意外的關係，第六集想訪問ANGEL，被段臣風驟。十三集幫董教練跟Johnson 拍照。第十四集雲上比賽也有登場。 |            |

## 原聲帶
《MVP情人電視原聲帶》於2002年9月4日發行。
Disk 1：中文編
- 01. 無所謂／5566
- 02. 我難過／5566
- 03. 挑撥／5566
- 04. 怎樣／5566
- 05. 無所謂（Music Video）／5566

Disk 2：日韓編
- 01. Break! Go!／Da Pump
- 02. So Tell Me／Heartsdales
- 03. Tangerine Dream／Do As Infinity
- 04. Fat Free／Hitomi
- 05. Boy Meets Girl (DJ Koo Remix)／TRF
- 06. Gamble Rumble／move
- 07. InJury／駭物樂團
- 08. The Shining／K Dub Shine
- 09. No.1／BoA
- 10. Waiting...／BoA
- 11. Every Heart／BoA
- 12. Perfect Man／Shinhwa
- 13. Shout／Shinhwa
- 14. Sea Of Love／Fly To The Sky

## 外部連結
- SINA 《MVP情人》 （页面存档备份，存于）
- 在Netflix上觀看《MVP情人》

## 作品的變遷
| 臺灣 華視主頻 每週日 21:40 - 23:10          | 臺灣 華視主頻 每週日 21:40 - 23:10                  | 臺灣 華視主頻 每週日 21:40 - 23:10 |
| ------------------------------------------- | --------------------------------------------------- | ---------------------------------- |
|                                             | MVP情人 （2002年7月21日－2002年11月17日）           |                                    |
| 情定大飯店 （2002年4月21日－2002年7月14日） | 流星花園Ⅱ（重播） （2002年11月24日－2003年1月19日） |                                    |

| 臺灣 三立都會台 每週六 21:00 - 22:30   | 臺灣 三立都會台 每週六 21:00 - 22:30        | 臺灣 三立都會台 每週六 21:00 - 22:30 |
| -------------------------------------- | ------------------------------------------- | ------------------------------------ |
|                                        | MVP情人 （2002年7月27日－2002年11月23日）   |                                      |
| 薰衣草 （2001年12月8日－2002年2月9日） | 海豚灣戀人 （2003年5月24日－2003年9月20日） |                                      |